# Gankhet
Gankhet (nepalski: गांखेत) – gaun wikas samiti w zachodniej części Nepalu w strefie Mahakali w dystrykcie Dadeldhura. Według nepalskiego spisu powszechnego z 2001 roku liczył on 747 gospodarstw domowych i 4615 mieszkańców (2263 kobiet i 2352 mężczyzn).